# Renault 10
La Renault 10 è una berlina di fascia media prodotta dalla Renault tra il 1965 ed il 1971.

## Storia e caratteristiche

### Debutto
La storia della Renault 10 (o R10, come veniva ufficiosamente chiamata) è strettamente collegata a quella della Renault 8, della quale era in pratica una variante maggiorata. Inizialmente le vendite della Renault 8, introdotta nel 1962, non andavano a gonfie vele: la vettura venne criticata per le scarse prestazioni e le finiture troppo spartane. Perciò, già nel 1963 fu introdotta la R8 Major, una versione maggiormente rifinita ed equipaggiata, dotata di un nuovo motore da 1.1 litri più brillante. Con la Major le vendite della R8 si fecero molto più incoraggianti. Ma alla Renault si pensò di distaccare ulteriormente la R8 Major dalla R8 di base trasformando la versione di punta in un modello a sé, che proponesse anche migliori contenuti in termini di capacità del bagagliaio, una delle note dolenti della R8, data la collocazione del vano bagagli in posizione anteriore.
Perciò, presa una R8 si procedette semplicemente all'allungamento degli sbalzi, sia quello anteriore che quello posteriore. Anche il disegno del frontale fu modificato, anche se la parentela stilistica con la R8 rimase evidente.
Il modello risultante fu presentato nel settembre del 1965: nacque così la R10.

#### Design
Della R8 da cui derivava, conservava la parte centrale della carrozzeria, anche se rivisitata in più punti, e fondamentalmente anche la meccanica. Nuovi, invece, gli sbalzi allungati, le loro estremità ridisegnate e gli interni (nuova plancia e diversi sedili). Era comunque evidente una certa affinità stilistica con la "sorella" minore, specie nel disegno dei fari anteriori, anche se nel caso della R10 erano presenti nuovi indicatori di direzione integrati alle luci di posizione e sistemati sui lati esterni dei fari veri e propri. La calandra era attraversata da una fascia grigia recante in posizione disassata la denominazione del modello, un po' come nella R8 era presente lo stemma della Casa in posizione asimmetrica. Un'altra caratteristica della parte frontale era il paraurti, che nella zona centrale assumeva un andamento a gradino, rialzandosi verso il centro della calandra lasciando spazio per l'alloggiamento della targa. Tale caratteristica era già presente nella R8, ma nel caso della R10 il disegno è stato reso più fluido. Stilisticamente affine era anche la fiancata, anche se non mancavano alcune differenze, come il disegno arcuato dei passaruota anteriori (anziché squadrato come nella R8). La coda mantenne il disegno dei fari posteriori a sviluppo orizzontale, ma questi erano inseriti in una fascia grigia atta ad inserire un elemento distintivo in più rispetto alla R8.
Grazie a queste modifiche la 10 voleva porsi un gradino più in alto rispetto alla 8 e, con la nuova parte anteriore, aveva anche maggiore spazio per i bagagli (315 litri contro 240). Con questa nuova configurazione di carrozzeria, la R10 mirava ad aggredire nuove fette di mercato e a rivaleggiare con vetture di cilindrata superiore.

#### Struttura e meccanica
Dal punto vista strutturale e meccanico, la R10 era pressoché identica alla R8 Major. Identica era l'impostazione generale a motore posteriore e trazione posteriore, così come identiche erano le sospensioni a ruote indipendenti e l'impianto frenante a quattro dischi. Anche l'unico motore disponibile al debutto era la stessa unità da 1108 cm³ già montata sulla R8 Major appartenente alla famiglia Cléon-Fonte, che già aveva debuttato sulle prime Renault 8 e prima ancora sulla Renault Floride. Tale unità motrice era in grado di erogare una potenza massima di 44 CV DIN (pari a 50 CV SAE). Stesso discorso per il cambio utilizzato, un'unità manuale a 4 marce. A richiesta era però disponibile un cambio automatico a 3 rapporti.

### Evoluzione

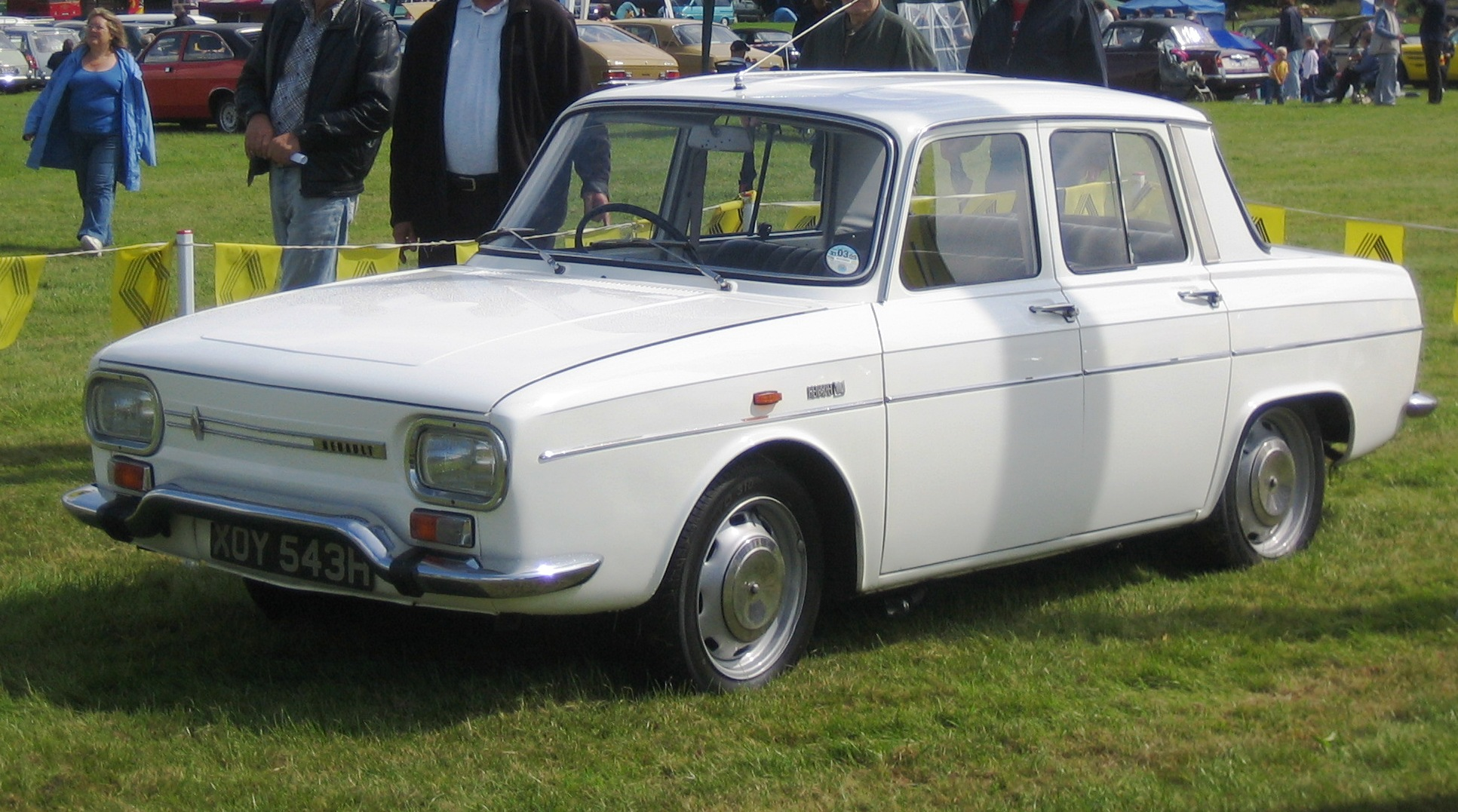
Una R10 seconda serie

La produzione fu avviata nello stesso stabilimento di Flins che già assemblava la R8. Il 13 ottobre del 1966, la R10 cominciò ad essere prodotta su licenza anche dalla spagnola FASA per il mercato interno e anche dalla bulgara Bulgarrenault fino al 1970.
Ciò che piaceva della vettura era la sua tenuta di strada, giudicata più che soddisfacente per una vettura dalla configurazione "tutto dietro". Ciò che invece deludeva erano le sue prestazioni modeste e i suoi consumi troppo alti. Inoltre, anche la dotazione di serie non era all'altezza delle velleità della R10. In definitiva, appariva troppo simile alla R8, dalla quale voleva inizialmente distaccarsi. Inoltre, lo stesso tipo di architettura della meccanica, cominciava a sentire pesantemente la sua anzianità, poiché quasi l'intera concorrenza era composta da vetture con motore anteriore. Fu criticato anche il non riuscito disegno della carrozzeria, troppo sgraziato a causa dell'eccessivo allungamento di coda e muso. Tutti questi aspetti negativi furono all'origine del tiepido successo della R10. Le vendite stentarono a decollare e così sarebbe stato per l'intera carriera della vettura.
Nel 1968 un restyling interessò il frontale (fari rettangolari, indicatori di direzione spostati, diversi fregi), la coda (fascia nera sul bordo del cofano motore, luci maggiorate) e gli interni (plancia ridisegnata). Non vi furono novità tecniche.
Nel 1969 venne presentata la 10 Major con motore da 1289 cm³ e da 52 CV DIN: tale motore era quasi completamente lo stesso della nuova Renault 12 appena introdotta. La versione con cambio automatico continuò invece ad essere venduta con il motore da 1.1 litri. Ma fu proprio l'entrata in produzione della R12 a frenare del tutto il già non altissimo numero di vendite della R10. Nel 1971 tutte le 10 uscirono di listino. In tutto ne furono prodotte circa 690 000.

### Caratteristiche tecniche
| Modello                              | Renault 10                                                                           | Renault 10 Major                                                                     |
| ------------------------------------ | ------------------------------------------------------------------------------------ | ------------------------------------------------------------------------------------ |
| Codice modello                       | R1190                                                                                | R1192                                                                                |
| Motore                               | Type 688-02                                                                          | Type 810                                                                             |
| Posizione                            | Posteriore a sbalzo, longitudinale                                                   | Posteriore a sbalzo, longitudinale                                                   |
| Numero e disposizione dei cilindri   | Quattro in linea                                                                     | Quattro in linea                                                                     |
| Cilindrata (cm³)                     | 1108                                                                                 | 1289                                                                                 |
| Alimentazione                        | Carburatore monocorpo Solex                                                          | Carburatore monocorpo Solex                                                          |
| Potenza nominale (CV DIN a giri/min) | 46/4600                                                                              | 52/4800                                                                              |
| Coppia nominale [Nm] a giri/min      | 84/3000                                                                              | 95/3000                                                                              |
| Frizione                             | Monodisco a secco                                                                    | Monodisco a secco                                                                    |
| Trazione                             | Posteriore                                                                           | Posteriore                                                                           |
| Cambio                               | Manuale a 4 marce                                                                    | Manuale a 4 marce                                                                    |
| Scocca                               | Portante                                                                             | Portante                                                                             |
| Sospensioni ant.                     | Ruote indipendenti con molle elicoidali, ammortizzatori idraulici e barra antirollio | Ruote indipendenti con molle elicoidali, ammortizzatori idraulici e barra antirollio |
| Sospensioni post.                    | Ruote indipendenti con molle elicoidali ed ammortizzatori idraulici                  | Ruote indipendenti con molle elicoidali ed ammortizzatori idraulici                  |
| Impianto frenante                    | Freni a disco sulle quattro ruote                                                    | Freni a disco sulle quattro ruote                                                    |
| Massa in ordine di marcia            | 795                                                                                  | 800                                                                                  |
| Velocità massima                     | 130                                                                                  | 135                                                                                  |
| Anni di produzione                   | 1965-68                                                                              | 1968-71                                                                              |